# Катастрофа Ту-154 в Домодедове
Катастрофа Ту-154 в Домодедове — авиационная катастрофа, произошедшая 4 декабря 2010 года. Авиалайнер Ту-154М авиакомпании South East Airlines совершал внутренний рейс ЮХ372 по маршруту Москва—Махачкала, но из-за ошибочных действий экипажа после отказа двух двигателей произвёл вынужденную посадку в аэропорту Домодедово, во время которой выкатился за пределы ВПП и разрушился. Из находившихся на его борту 171 человека (163 пассажира и 8 членов экипажа) погибли 2, ещё 83 получили ранения.

## Самолёт
Ту-154М (регистрационный номер RA-85744, заводской 92А927, серийный 0927) с назначенным ресурсом 25 лет был выпущен Самарским авиационным заводом «Авиакор» 8 сентября 1992 года. Оснащён тремя турбореактивными двигателями Д-30КУ-154-II производства Рыбинского моторостроительного завода. Первоначально был приобретён авиакомпанией «Азамат». В 1997 году на Внуковском авиаремонтном заводе (ВАРЗ-400) был произведён ремонт №1 и 3, а двигатель №2 было решено заменить. При этом договор на ремонт был заключён как с ВАРЗ-400, так и с компанией «MVM Trading Establishment» (Лихтенштейн). Первоначально обговоренная стоимость ремонта в итоге выросла в несколько раз и авиакомпания «Азамат» была не в состоянии её оплатить, поэтому в качестве компромисса «MVM Trading Establishment» предложила отдать самолёт в аренду авиакомпании Балкан до погашения долга.
Впоследствии один из отремонтированных двигателей 21 июня 1998 года отказал  на высоте 10 100 метров над Индийским океаном и самолёт сел на острове Мале на двух оставшихся двигателях. Как выяснилось в результате расследования, отказ двигателя произошёл по вине ВАРЗ-400, который не провёл соответствующие доработки по конструкторским бюллетеням, хотя в формулярах самолёта было оформлено, что доработки ремонтным заводом были выполнены.
Дальнейшая эксплуатация отказавшего двигателя № 187—422 стала проблематичной, так как он часто давал сбои и отказывал. В октябре 1998 года группа специалистов авиакомпании «Азамат» прилетела в Софию, чтобы завершить процедуры приема-сдачи самолёта, снятого с временного регистра Болгарии и переведённого обратно в казахстанский регистр под прежним бортовым номером UN-85744. Но на следующий день после появления казахской делегации самолёт был фактически угнан на ВАРЗ-400, несмотря на запрет директора Госавиаинспекции Болгарии.
В августе 1999 года под угрозой отказа от ремонта двигателей и от самолёта авиакомпания «Азамат» подписала новый договор с «MVM Trading Establishment» на аренду самолёта сроком на 1 год с целью передачи снова сдала его в субаренду авиакомпании «Балкан». В связи с истечением срока договора в сентябре 2000 года самолёт из Болгарии вернулся на ВАРЗ-400. После нового ремонта в августе-ноябре 2009 года был продан авиакомпании «Авиалинии Дагестана (South East Airlines)». При этом в ходе проверок было установлено, что пока самолёт простаивал 9 лет, многие комплектующие с него были сняты (нарушения были найдены по 46 позициям), при этом необходимые технические документы и акт приемки самолёта ремонтным заводом отсутствовали.
17 ноября 2010 года выполнял чартерный рейс Москва—Воронеж по перевозке сборной Бельгии по футболу на товарищеский матч со сборной России. На день катастрофы 18-летний авиалайнер совершил 2985 циклов «взлёт-посадка» и налетал 9288 часов.
До декабря 2015 года обломки самолёта оставались на месте катастрофы на территории лётного поля аэропорта Домодедово, что было вызвано нежеланием владельца платить за его утилизацию.

## Экипаж
Самолётом управлял опытный экипаж, его состав был таким:
- Командир воздушного судна (КВС) — 60-летний Закоржа Магомедович Закоржаев. Очень опытный пилот, проработал в авиакомпании South East Airlines 17 лет (с 1993 года). Управлял самолётами Як-18, Ан-2, L-410, Ан-24 и Ту-134. В должности командира Ту-154 — с 2009 года. С 1995 по 2009 годы занимал должность пилота-инструктора, подготовив за это время основной контингент КВС Ту-154 в South East Airlines. Налетал 17 384 часа, свыше 10 000 из них на Ту-154 (7997 из них в качестве КВС).
- Второй пилот — 55-летний Магомед Багавутдинович Шамалов. Опытный пилот, проработал в авиакомпании South East Airlines 18 лет (с 1992 года). Управлял самолётами Як-52, Ан-2, Ан-24 и Ту-134. В должности второго пилота Ту-154 — с 2001 года. Налетал 3111 часов, свыше 1150 из них на Ту-154.
- Штурман — 40-летний Марат Мансурович Кампаев. Проработал в авиакомпании South East Airlines 18 лет (с 1992 года). Управлял самолётами Ан-2 (второй пилот), Ан-24 и Ту-134. В должности штурмана Ту-154 — с 2000 года. Налетал свыше 3400 часов, 1697 из них на Ту-154.
- Бортинженер — 52-летний Владимир Петрович Щетинин. Проработал в авиакомпании South East Airlines 27 лет (с 1983 года). Управлял самолётом Ан-24. Налетал 8699 часов, свыше 2690 из них на Ту-154.

В салоне самолёта работали четверо бортпроводников:
- Александра Константиновна Матюшенко, 33 года — старший бортпроводник. Налетала 5027 часов.
- Жанет Казимагомедовна Арсланилиева, 28 лет. Налетала свыше 2130 часов.
- Камила Алиева, 25 лет. Налетала 3107 часов.
- Александр Мишин, 37 лет. Налетал 6607 часов, 5393 из них на Ту-154.

## Катастрофа

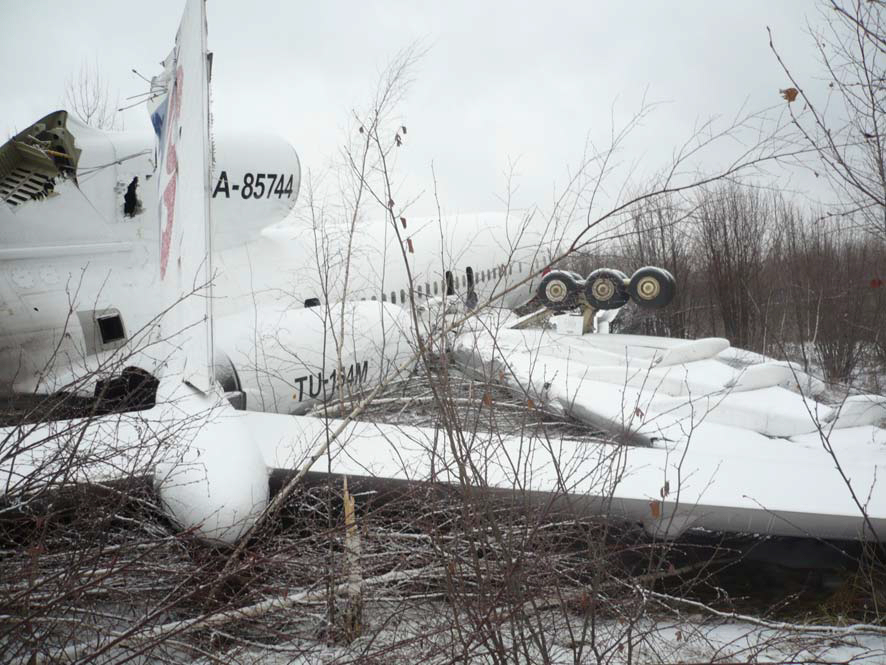
Обломки рейса 372

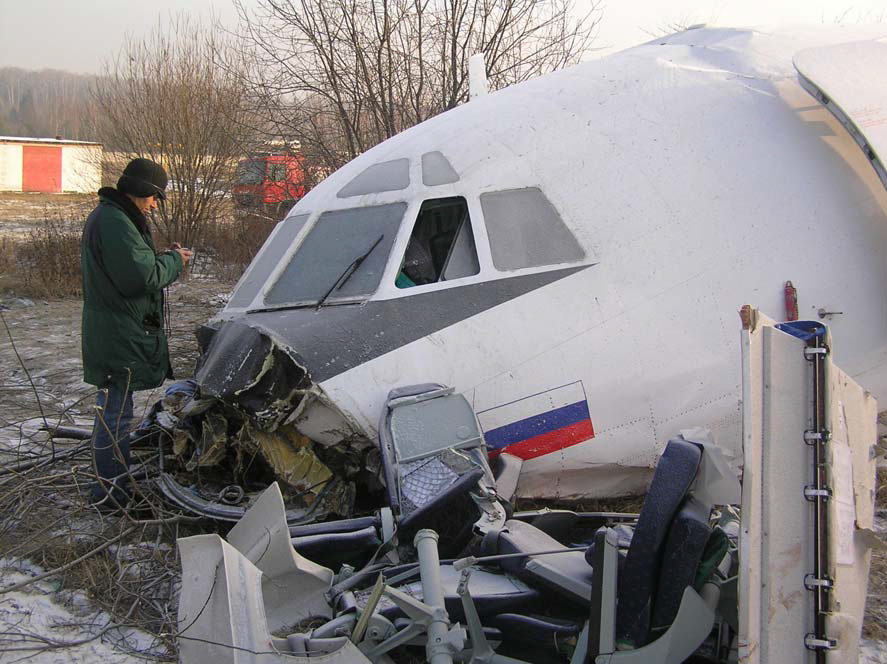
Носовая часть рейса 372

4 декабря 2010 года рейс ЮХ372 вылетел из московского аэропорта Внуково в 14:08 MSK и взял курс на Махачкалу.
В период с 14:14 до 14:17 в наборе высоты бортинженер производил перекачку авиатоплива. В процессе перекачки авиатоплива в 14:15 на высоте около 5800 метров начала проявляться нестабильность в системе подачи авиатоплива к двигателям №1 и 3. В 14:20 КВС принял решение уменьшить режим работы двигателей и остаться на занимаемом эшелоне 9100 метров, о чём экипаж доложил в службу движения. Экипаж принял решение вернуться в аэропорт Внуково. В 14:22 экипаж доложил диспетчеру об отказе двигателей № 1 и №3 и без оценки обстановки отключил их.
По предложению диспетчера самолёт был направлен векторением на вынужденную посадку в ближайший аэропорт (Домодедово). В процессе снижения штурман по сути самовольно доложил о том, что третий двигатель тоже отключился, что создало у авиадиспетчеров мнение об отказе всех двигателей и о том, что самолёт планирует за счёт аэродинамического качества.
В 14:23 штурман самостоятельно доложил диспетчеру, что курсовая система и генераторы не работают. В то же время, согласно записи МСРП, курсовая система самолёта продолжала работать нормально, а отказ генераторов длился 2 минуты 23 секунды (до 14:25). В 14:28, после снижения ниже 3000 метров, экипаж запустил ВСУ. В сложных метеоусловиях (при низкой облачности) в 14:36 MSK, рейс ЮХ372 произвёл жёсткую посадку в 88 метрах правее взлётной полосы №32R («32 правая») и за 350 метров до её конца, пересёк ВПП и выкатился на левую боковую полосу безопасности, столкнулся с неровностью рельефа и разрушился — все три стойки шасси оторвались, а фюзеляж разрушился на две части. Носовая часть была значительно повреждена, хвостовое оперение также оторвалось. Лайнер остановился в 1175 метрах от места первого касания земли (825 метров от выходного торца ВПП №32R), в 63 метрах левее продолженной оси ВПП и в 9 метрах от железобетонного забора внешнего ограждения аэропорта Домодедово (в 179 метрах после ВПП). Пожара на месте катастрофы не возникло.
Метеоусловия в момент катастрофы: сплошная облачность с высотой нижней границы 120-150 метров (для визуального захода на посадку самолётов такого класса необходима высота нижней границы облаков не ниже 600 метров), видимость у земли 10 километров.
В катастрофе погибли 2 пассажира, находившиеся в переднем салоне на местах 1Е и 3В: брат президента Дагестана Гаджимурад Магомедов и Роза Гаджиева, мать судьи Конституционного суда РФ Гадиса Гаджиева. Первоначально сообщалось, что женщина скончалась от сердечного приступа в возрасте 79 лет, однако по данным МАК, её смерть наступила от сдавленных травм грудной клетки. Также на борту самолёта перевозился гроб с телом 55-летней женщины, которая изначально была принята за третью погибшую.
Травмы различной степени тяжести получили 83 человека:
- 6 пассажиров и 2 члена экипажа (КВС и штурман) — травмы, повлёкшие тяжкий вред здоровью;
- 13 пассажиров — травмы, повлёкшие средний вред здоровью;
- 34 пассажира и 2 члена экипажа (бортинженер и старший бортпроводник) — травмы, повлёкшие лёгкий вред здоровью;
- 26 пассажиров — травмы, не повлёкшие вреда здоровью;
- 82 пассажира и 4 члена экипажа (второй пилот и 3 стюардессы) не пострадали[2][17].

Эвакуация длилась 58 минут, выход пассажиров из самолёта затруднялся несработавшими аварийными трапами (что, по мнению комиссии МАК, было вызвано недостаточным уровнем аварийно-спасательной подготовки бортпроводников по их использованию).

## Расследование
По факту катастрофы следственным комитетом при прокуратуре РФ было возбуждено уголовное дело по статье 263 УК РФ («Нарушение правил безопасности движения и эксплуатации воздушного транспорта, повлёкшее по неосторожности смерть двух лиц»).
В качестве предварительных версий выдвигались: ошибки экипажа, техническая неисправность самолёта и некачественное авиатопливо.
Проводивший техническое расследование Межгосударственный авиационный комитет (МАК) 20 сентября 2011 года опубликовал окончательный отчёт расследования:

Авиационное происшествие с самолётом Ту-154М RA-85744 произошло вследствие ошибочных действий экипажа при выполнении полёта и посадки с одним работающим двигателем, что привело в инструментальных метеоусловиях к выходу воздушного судна к взлётно-посадочной полосе в непосадочном положении, приземлению самолёта на лётное поле со значительным перелётом правее ИВПП, выкатыванию и столкновению с земляной возвышенностью.
Выкатывание и столкновение с возвышенностью вызвали значительные разрушения самолёта, гибель и травмирование людей.
Происшествие стало возможным вследствие сочетания следующих факторов:
- непреднамеренное выключение бортинженером подкачивающих насосов расходного бака при выполнении процедуры ручной перекачки топлива в наборе высоты, что привело к пульсациям мгновенного расхода топлива к двигателям, падению их оборотов, выключению крайних двигателей и проблемам в электропитании самолёта в течение 2 минут 23 секунд из-за отказа трёх генераторов;
- неиспользование экипажем всех возможностей по восстановлению работоспособности бортового оборудования после восстановления работоспособности генератора № 2 и подключения его, а также генератора ВСУ, на бортсеть;
- невыполнение экипажем рекомендаций раздела 5 «Действия в сложных ситуациях», подразделы 5.13 «Полёт с двумя неработающими двигателями» и 5.14 «Заход на посадку и посадка с двумя неработающими двигателями» РЛЭ самолёта Ту-154М;
- отсутствие со стороны КВС руководства и распределения обязанностей в экипаже и самостоятельные, не во всех случаях верные, действия его членов, недостаточная подготовка КВС в области управления ресурсами экипажа (CRM);
- сложная ветровая обстановка по высотам, которая, при фактически исправном бортовом оборудовании и сложностях, которые испытывал экипаж при пилотировании по дублирующим приборам, дополнительно способствовала уклонению воздушного судна от посадочного курса;
- недостаточная профессиональная подготовка как экипажа в целом, так и каждого его члена в отдельности к действиям в аварийных и сложных ситуациях, предусмотренных РЛЭ самолёта Ту-154М;
- невыполнение разработанных по результатам расследований инцидентов рекомендаций, направленных на предотвращение ошибочных действий бортинженера, приводящих к непреднамеренному выключению подкачивающих насосов расходного бака в полёте.

— https://mak-iac.org/upload/iblock/7c8/report_ra-85744.pdf
Проведённая Росавиацией проверка деятельности авиакомпании South East Airlines стала одним из факторов, повлиявших на лишение авиакомпании в декабре 2011 года права заниматься воздушными перевозками.

## Суд
4 октября 2013 года Следственный комитет РФ предъявил обвинение в нарушении правил безопасности движения и эксплуатации воздушного транспорта командиру рейса 372 Закорже Закоржаеву.
22 января 2015 года Домодедовским городским судом он был приговорён к 3 годам лишения свободы условно и освобождён от наказания по амнистии в связи с 20-летием Конституции России, также взыскав с него 300 000 рублей по гражданскому иску одной из потерпевших.

Кроме того, второй пилот рейса 372 Магомед Шамалов подозревался в том, что на момент катастрофы он имел на руках поддельные документы и не имел законных оснований для управления Ту-154. В окончательном отчёте расследования МАК значится:
В результате изучения и проверки лётных дел, медицинских и лётных книжек членов экипажа было установлено, что их состояние здоровья и квалификация соответствовали установленным требованиям нормативных документов и воздушного законодательства Российской Федерации.

## Ущерб и страховые выплаты
Каско самолёта не было застраховано, убыток от потери самолёта авиакомпании страховщиками не возмещался. Страхование ответственности авиаперевозчика осуществляла страховая компания «Росгосстрах». Общая сумма страховых выплат пострадавшим превысила 16 000 000 рублей.